# Julij Betetto
Julij Betetto, slovenski pevec (basist - »basso cantate«), skladatelj in pedagog, * 27. avgust 1885, Ljubljana, † 14. januar 1963, Ljubljana, Slovenija.
Bil je steber ljubljanskega opernega in koncertnega dogajanja. V dolgoletnem nastopanju je pel vse glavne basovske vloge svetovnega opernega repertoarja. Nastopal je tudi v operah na Dunaju in v Münchnu.

## Življenjepis
Prepevati je začel v zboru Delavskega društva, izobraževal pa se je v šoli Ljubljanske glasbene matice (v zboru, ki ga je vodil Matej Hubad), kasneje pa še pri tedaj vodilnemu slovenskemu pevskemu pedagogu, Franu Gerbiču. V operi je debitiral z 18-imi leti z vlogo Mihe v Smetanovi operi Prodana nevesta. Leta 1905 je opravil avdicijo v Dunajski dvorni operi, vendar se je zaradi slabih finančnih pogojev vrnil v Ljubljano, kjer je kmalu kot solist zaslovel do te mere, da je prejel avstrijsko štipendijo in celo priporočila skladatelja in dirigenta Gustava Mahlerja. Tako je dobil stalni angažma v Dunajski dvorni operi, kjer je do leta 1922 nastopil več kot 1000-krat, v vseh pomembnih basovskih vlogah železnega repertoarja. Leta 1923 se je vrnil v Ljubljano, kjer je postal ravnatelj ljubljanske Opere. 
Med letoma 1933 in 1940 je bil ravnatelj konservatorija Ljubljanske glasbene matice, ko se je le-ta leta 1939 preimenoval v Akademijo za glasbo v Ljubljani pa njen rektor (v današnjem času bi bil njegov naziv dekan). Leta 1951 je prejel Prešernovo nagrado za svoje umetniško in pedagoško glasbeno delo.
Leta 1954 je z vlogo don Bazilia v operi Seviljski brivec na odru ljubljanske Opere proslavil petdesetletnico svojega umetniškega delovanja.